# Bahnstrecke Yuping–Tongren
Die Bahnstrecke Yuping–Tongren ist eine Bahnstrecke in der Provinz Guizhou der Volksrepublik China.

## Streckenverlauf
Die Strecke zweigt in Yuping Ost von der Schnellfahrstrecke Shanghai–Kunming ab und komplettiert die Schnellfahrstrecke und die Verbindung von Guiyang nach Tongren.

## Geschichte
Die Strecke wurde am 26. Dezember 2018 eröffnet.

## Technische Parameter
Die elektrifizierte Stichstrecke ist 68 km lang und besteht zu fast 80 % aus Kunstbauten (Brücken und Tunnel). Sie ist für 200 km/h Höchstgeschwindigkeit ausgelegt.